# Dendrobium chameleon
Dendrobium chameleon är en orkidéart som beskrevs av Oakes Ames. Dendrobium chameleon ingår i släktet Dendrobium, och familjen orkidéer. Inga underarter finns listade i Catalogue of Life.